# يغيشورن
يغيشورن (بالإنجليزية: Eggishorn)‏ هو أحد جبال سلسلة جبال الألب البرنية وجزء من القمة الأم فينستيرارون يقع في كانتون فاليز، سويسرا. يبلغ ارتفاع الجبل حوالي 2927 متر، بينما يبلغ ارتفاع نتوء الجبل 563 متر.

## معرض صور

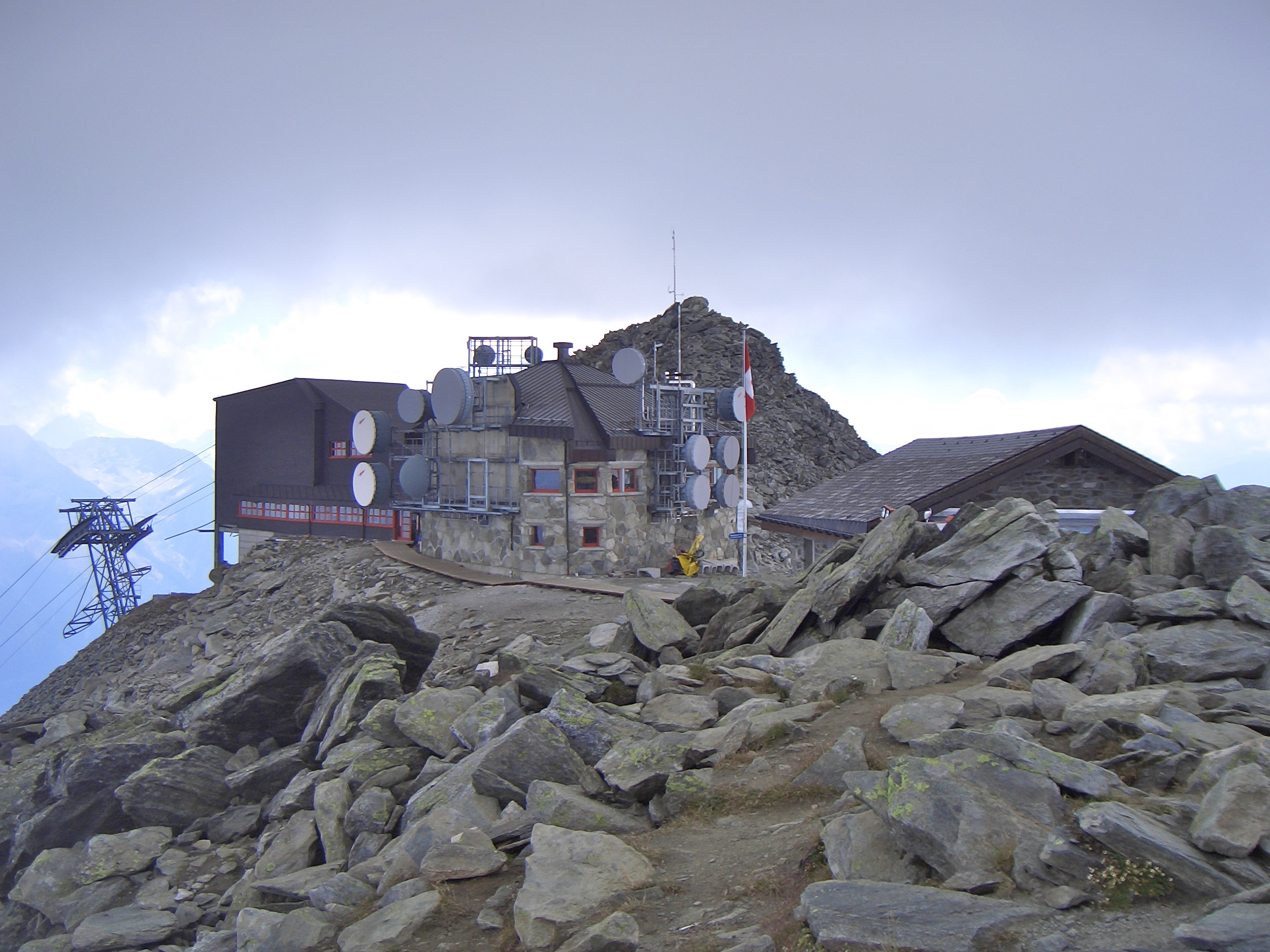
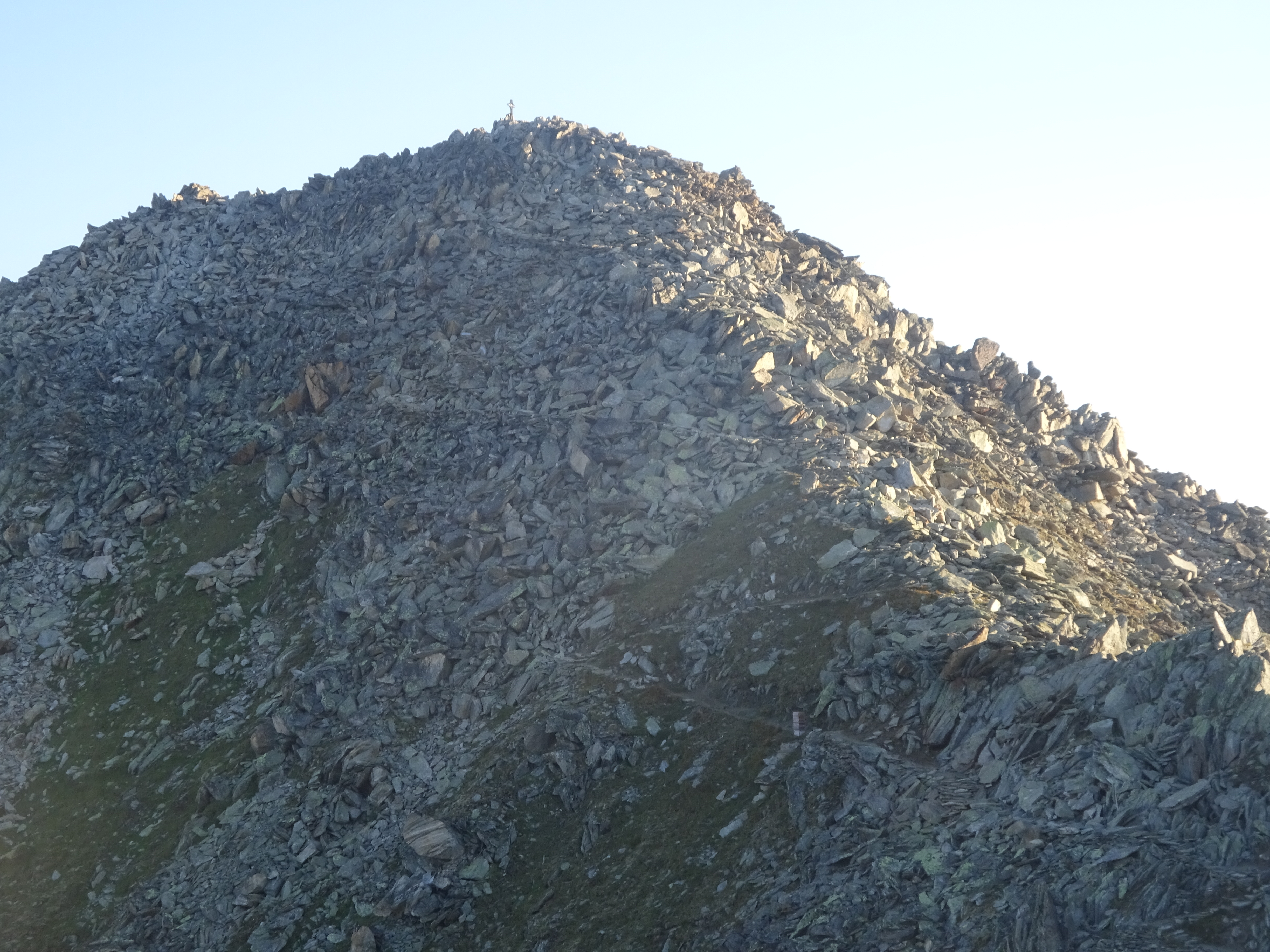
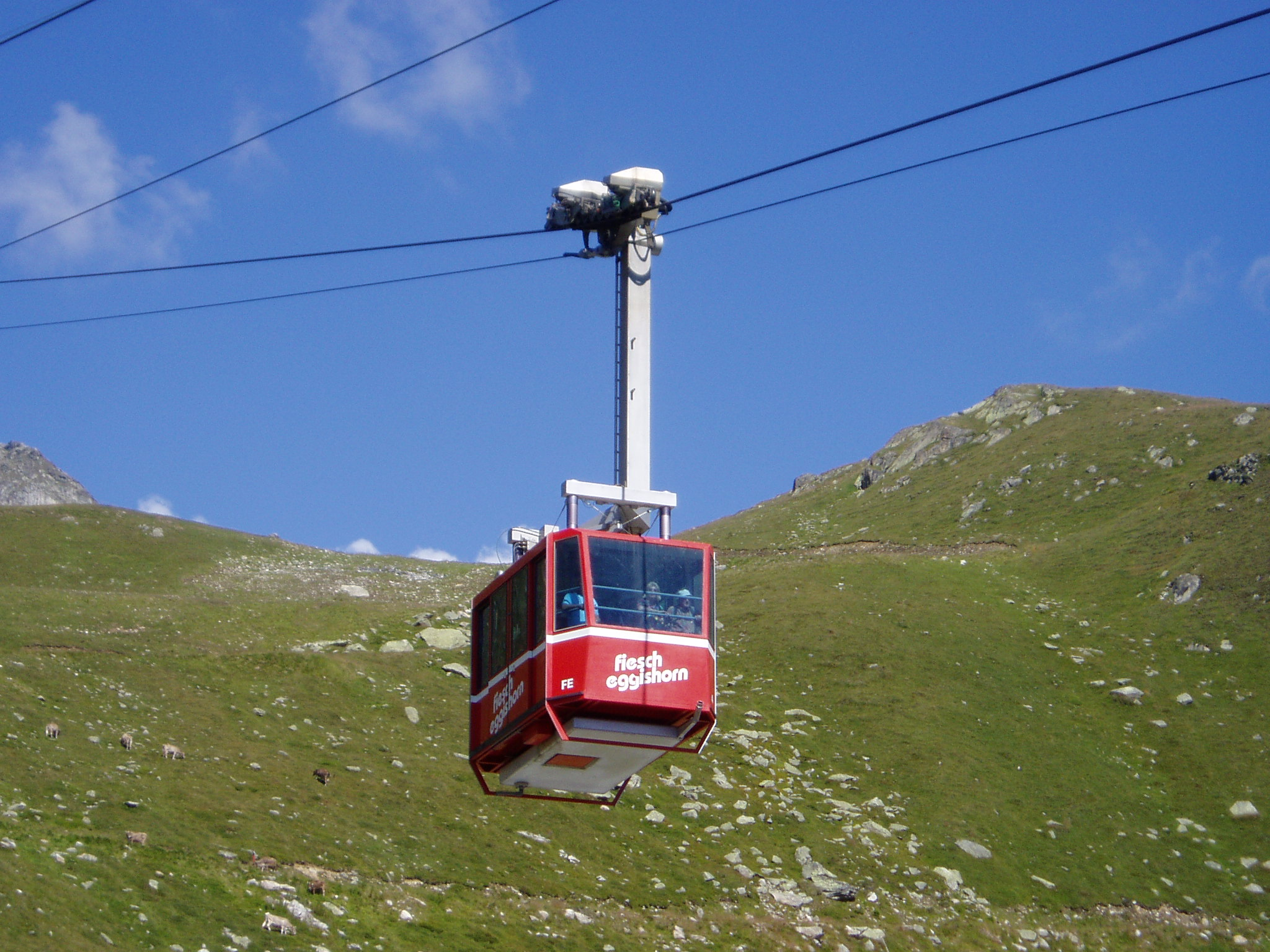